# Faster, Pussycat! Kill! Kill!
Faster, Pussycat! Kill! Kill! es una película exploitation filmada en blanco y negro. Dirigido por Russ Meyer y coescrito por Meyer y Jack Moran, además tiene aportes en el guion por parte de una de las actrices, Tura Satana. Sigue a tres bailarinas go-go que se embarcan en una ola de secuestros y asesinatos en el desierto de California.
La película es conocida por su violencia, sus provocativos roles de género y su eminentemente citable "diálogo para avergonzar a Raymond Chandler". También es recordado por la actuación de la estrella Tura Satana, cuyo personaje Richard Corliss llamó "la representación más honesta, tal vez la honesta, en el canon de Meyer". Faster, Pussycat! fue una fracaso comercial y de crítica en su lanzamiento inicial, pero desde entonces ha sido ampliamente considerada como una película de culto, importante e influyente.

## Argumento
Todo empieza cuando las protagonistas (Varla, Rosie y Billie), tres estríperes a las que les gusta coger sus coches e  ir a buscar problemas, encuentran una joven pareja en el desierto. Estos, les retan a una carrera en la que, en medio de esta, el novio acaba muerto y la chica secuestrada. Más tarde, en una gasolinera, las protagonistas se enteran de que cerca del desierto vive un viejo con sus dos hijos en la casa en la que se esconde una gran fortuna. Las estríperes sin dudarlo deciden dirigirse hacia allí en un intento de seducir a los hijos para localizar el dinero, sin darse cuenta de las intenciones siniestras de su padre anciano.

## Reparto
- Tura Satana como Varla.
- Haji como Rosie.
- Lori Williams como Billie.
- Susan Bernard como Linda.
- Stuart Lancaster como The Old Man.
- Paul Trinka como Kirk.
- Dennis Busch como The Vegetable.
- Ray Barlow como Tommy.
- Mickey Foxx como empleado de la gasolinera.
- John Furlong como Narrador.

## Producción

### Desarrollo
El guion se le atribuye a Jack Moran de una historia original de Russ Meyer. El primer borrador se tituló The Leather Girls y fue escrito durante un breve período de cuatro días por Moran, quien también colaboró con Meyer en las películas Common Law Cabin y Good Morning and... Goodbye!. El guion pasó por un segundo título de trabajo, The Mankillers, y ya había comenzado la producción cuando el editor de sonido, Richard S. Brummer, fue con el título final. Aunque ni Moran ni Meyer citaron abiertamente ninguna obra anterior como inspiración, la trama ha sido llamada una "nueva versión de The Desperate Hours, o posiblemente The Virgin Spring" por un destacado crítico de cine y un "escenario pop-art de Euménides de Esquilo" por al menos un experto de cine clásico.
Meyer, quien comenzó a hacer películas mientras servía en una unidad dedicada a la fotografía en el ejército de los EE. UU. durante la Segunda Guerra Mundial, tenía fama de dirigir rodajes de películas estrictamente reglamentadas con un pequeño equipo compuesto en gran parte por antiguos compañeros del ejército. El actor Charles Napier, que apareció en cinco de las películas de Meyer, dijo que "Trabajar con Russ Meyer fue como estar en la primera ola del desembarco en Normandía durante la Segunda Guerra Mundial". Meyer consideró el rodajo de esta película como algo normal, diciendo "fue lo habitual conmigo. Es como estar en el ejército. Todos tienen que levantarse y hacer su trabajo para unir las cosas, y eso es todo". El estilo de dirección de Meyer y las reglas que impuso sobre el elenco y el equipo provocaron enfrentamientos con su estrella de caractér igualmente fuerte, Tura Satana. También hubo fricciones entre Susan Bernard y su director y compañeros de reparto, muchas de las cuales atribuyeron a la presencia de su madre en el set (que era necesaria, ya que Bernard era una menor de dieciséis años en ese momento). Bernard ha dicho en entrevistas que estaba realmente asustada con Satana, y algunos han pensado que esto contribuyó a su actuación como una víctima de secuestro asustada.

### Filmación
Faster, Pussycat! tenía un presupuesto modesto de aproximadamente $ 45,000 y fue filmada en blanco y negro para ahorrar dinero. La película comenzó a filmarse en el Pussycat Club, un club de estríperes en Van Nuys, antes de pasar al desierto de California más tarde esa noche. La escena de las primeras carreras de la película se rodó en las salinas secas del lago Cunniback, la escena de la gasolinera se filmó en la ciudad de Randsburg y las escenas en la casa del Viejo en Musical Wells Ranch de Ollie Peche, en las afueras de la ciudad de Mojave. El elenco y el equipo de filmación se alojaron en el Adobe Motel en Johannesburgo.

### Música
La canción principal de la película,  "Faster Pussycat!", fue realizado por la banda de California, Bostweeds. Las letras fueron escritas por Rick Jarrard y la música fue escrita y cantada por Lynn Ready, quien formó la banda. La canción nunca se lanzó comercialmente, pero apareció en febrero de 1966 como un sencillo promocional sin lado B.

## Recepción e influencia
Faster, Pussycat! Kill! Kill! se estrenó en Los Ángeles el 6 de agosto de 1965. Atípicamente para una película de Meyer, fue un fracaso de taquilla en su lanzamiento inicial, y fue generalmente descartada como una de explotación y "película de piel" por parte de los pocos críticos que tomaron nota de ella. John L. Wasserman del San Francisco Chronicle, por ejemplo, criticó Faster, Pussycat y Mudhoney en abril de 1966, diciendo que "Pussycat tiene el peor guion jamás escrito, y Mudhoney es la peor película que se haya hecho".
En los años transcurridos desde entonces, la película ha sido considerada más favorablemente, ganando tanto en estatura comercial como crítica. Desde abril de 2015 tiene una calificación "fresca" en el sitio de agregación de reseñas de películas Rotten Tomatoes, con un 73% (diecinueve de veintiséis) críticas críticas positivas. En su reseña del relanzamiento de la película en 1995, el crítico ganador del premio Pulitzer Roger Ebert le dio a la película tres de cuatro estrellas. La famosa crítica de cine feminista B. Ruby Rich dijo que cuando vio por primera vez Faster, Pussycat! en la década de 1970, "estaba absolutamente indignada porque [se había visto] forzada a ver esta película misógina que objetivaba a las mujeres y que en realidad era muy poco de pornografía blanda". Sin embargo, al volver a verla a principios de la década de 1990, ella dijo que "simplemente me encantó" y escribió un artículo en Village Voice volviendo a evaluar la película y discutiendo su cambio de opinión.
Faster, Pussycat! Kill! Kill! actualmente es el número 674 en la décima edición de la lista de "1,000 Greatest Films"  y 377 en la encuesta de "Greatest Films Poll" de Sight & Sound. Se menciona con frecuencia en listas de las mejores películas B y películas de culto de todos los tiempos.
La película también ha sido influyente en otros cineastas. El escritor y director John Waters declaró en su libro Shock Value que "Faster, Pussycat! Kill! Kill! es, sin lugar a dudas, la mejor película que se haya hecho. Es posiblemente mejor que cualquier película que se haga en el futuro". Más tarde dijo en su relanzamiento que "envejece como un buen vino". El director de videos musicales Keir McFarlane reconoció que una escena en el video de la canción de Janet Jackson "You Want This" fue un homenaje directo a Faster, Pussycat !, mostrando a la cantante conduciendo un Porsche y sus acompañantes circulando en círculos alrededor de dos hombres en el desierto. El cineasta Quentin Tarantino hizo referencia a la película y agradeció a Meyer en los créditos de su película Death Proof, y se informó en Variety en 2008 que Tarantino estaba interesado en hacer una remake de Faster, Pussycat! Kill! Kill!.
La banda de rock argentina Babasónicos grabó en su disco "Dopádromo"  una canción llamada "Viva Satana". La misma es un homenaje a esta película y a Tura Satana.